# Résolution 849 du Conseil de sécurité des Nations unies
Membres permanents
- Chine
- États-Unis
- France
- Royaume-Uni
- Russie

Membres non permanents
- Brésil
- Cap-Vert
- Djibouti
- Espagne
- Hongrie
- Japon
- [[Fichier:|20x18px|border|Drapeau du Maroc|class=noviewer]] Maroc
- Nouvelle-Zélande
- Pakistan
- Venezuela

Résolution no 848 Résolution no 850
La résolution 849 du Conseil de sécurité des Nations Unies, adoptée à l'unanimité le 9 juillet 1993, après avoir noté avec inquiétude les récents combats autour de Soukhoumi dans la région contestée d'Abkhazie, demande au Secrétaire général Boutros Boutros-Ghali d'envoyer son envoyé spécial dans la région en afin de parvenir à un accord de cessez-le-feu entre l'Abkhazie et la Géorgie et, une fois cet accord mis en œuvre, a autorisé l'envoi de 50 observateurs militaires. Il s'agissait de la première résolution du Conseil de sécurité sur le guerre d'Abkhazie. 
Le Secrétaire général a également été prié de faire des recommandations sur le mandat des observateurs militaires. La résolution salue également ses efforts pour lancer un processus de paix impliquant l'Abkhazie, la Géorgie et la Russie en tant que facilitateur, ainsi que la poursuite de la coopération avec le Président en exercice du l'Organisation pour la sécurité et la coopération en Europe. Enfin, le gouvernement géorgien a été invité à entamer des discussions avec les Nations unies sur un accord sur le statut des forces afin de faciliter le déploiement rapide d'observateurs.

## Voir également
- Conflit géorgien-abkhaze
- Massacre de Soukhoumi
- Mission d'observation des Nations Unies en Géorgie
- Guerre d'Abkhazie (1992-1993)
- Conflit abkhaze-géorgien